# One 31
One 31 (thaï : สถานีโทรทัศน์ช่องวัน 31) est une chaîne de télévision numérique terrestre thaïlandaise appartenant à GMM Grammy. Le réseau offre une variété de contenus tels que des dramatiques, des émissions de variétés, des concours, des programmes d’actualité et de divertissement.